# Communauté de communes les Hautes Vallées
La communauté de communes les Hautes Vallées est une ancienne communauté de communes française, située dans le département 
du Gers. 
Elle regroupait les communes du cours supérieur de l'Arrats et de la Gimone.

## Historique
- La Communauté de communes les Hautes-Vallées a été créée le 20 décembre 2000.

- Le 1er janvier 2017, les communes de la communauté de communes les Hautes Vallées intègrent la communauté de communes du Val de Gers qui a elle été créée le 31 décembre 1993, en application du schéma départemental de coopération intercommunale arrêté le 25 mars 2016[1].

## Composition
Elle est composée des 9 communes suivantes :
| Nom                    | Code Insee | Gentilé           | Superficie (km2) | Population (dernière pop. légale) | Densité (hab./km2) |
| ---------------------- | ---------- | ----------------- | ---------------- | --------------------------------- | ------------------ |
| Saint-Blancard (siège) | 32365      | Saint-Blancardais | 14,87            | 339 (2014)                        | 23                 |
| Arrouède               | 32010      | Arrouédais        | 6,33             | 101 (2014)                        | 16                 |
| Aussos                 | 32468      | Aussosois         | 7,86             | 70 (2014)                         | 8,9                |
| Cabas-Loumassès        | 32067      | Cabassésais       | 4,11             | 51 (2014)                         | 12                 |
| Lalanne-Arqué          | 32185      |                   | 11,15            | 155 (2014)                        | 14                 |
| Manent-Montané         | 32228      | Manentois         | 7,45             | 93 (2014)                         | 12                 |
| Monbardon              | 32260      | Monbardonnais     | 6,41             | 86 (2014)                         | 13                 |
| Monties                | 32287      | Montisois         | 10,55            | 75 (2014)                         | 7,1                |
| Sarcos                 | 32413      | Sarcossais        | 6,41             | 73 (2014)                         | 11                 |

## Démographie
| 2000 | 2011  |
| ---- | ----- |
| -    | 1 027 |

## Liste des Présidents successifs
| Période | Période | Identité       | Étiquette | Qualité                 |
| ------- | ------- | -------------- | --------- | ----------------------- |
| 2000    | 2014    | Georges Barthe |           | Maire de Saint-Blancard |